# Päpstliches Kroatisches Kollegium vom Heiligen Hieronymus zu Rom

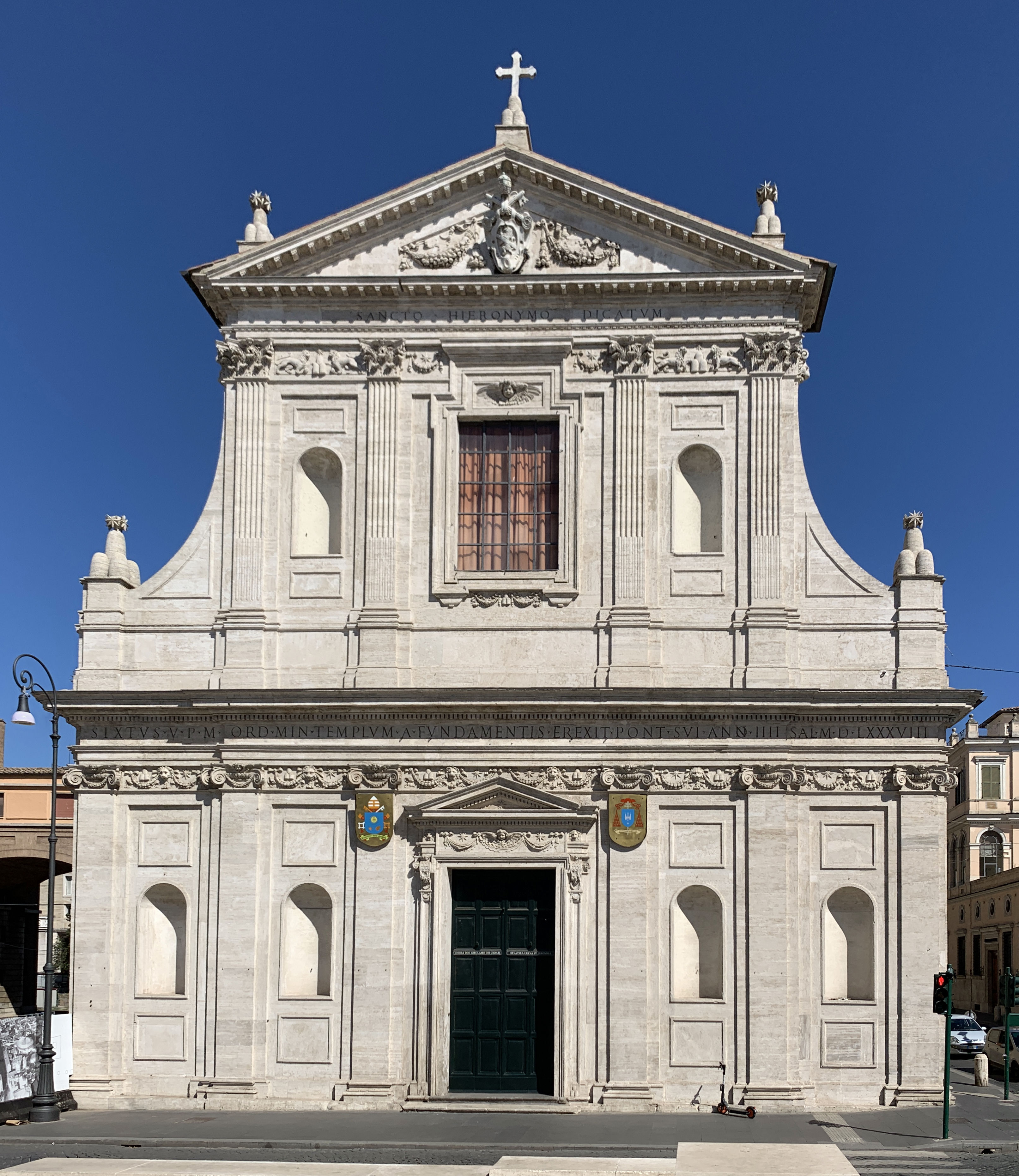
Titelkirche San Girolamo dei Croati

Das Päpstliche Kroatische Kollegium vom Heiligen Hieronymus zu Rom (italienisch: Pontificio Collegio Croato Di San Girolamo a Roma) bezeichnet ein Päpstliches Kolleg, Kirche und eine Gesellschaft in der Stadt Rom. Benannt ist das Kollegium nach dem Heiligen Hieronymus. Seit der Gründung der modernen Schule im Jahre 1901 wurden darin 311 Kleriker ausgebildet.

## Namensgebung
Das durch Papst Leo XIII. verfasste Apostolische Schreiben Slavorum Gentem ermöglichte am 1. August 1901 die Gründung des heutigen „Päpstlichen Kollegium vom Heiligen Hieronymus“. Die erste Namensgebung lautete „Collegium Hieronymianum pro Croatica Gentem“. Diese Namensgebung stieß anfänglich auf die politische Missbilligung der Doppelmonarchie Österreich-Ungarn. Vor allem befürchtete die Doppelmonarchie, dass dadurch nationale Bestrebungen unter der kroatischen Bevölkerung gestärkt werden könnten, da diese überwiegend in den heutigen Staatsgebieten Kroatiens und Bosnien-Herzegowinas ansässig war, die geopolitisch zu der Zeit einen Teil des Staatsgebietes der Doppelmonarchie bildeten. Um einen politischen Widerstand abzubauen, wurde am 7. März 1902 die Namensgebung in „Collegium Hieronymanum Illyricum“ umbenannt. Papst Paul VI. erließ am 22. Juli 1971 einen endgültigen Erlass zur Namensgebung des Kollegiums. Fortan nennt sich das Kollegium „Pontificum Collegium Chroaticum Sancti Hieronymi – Päpstliches Kroatisches Kollegium vom Heiligen Hieronymus zu Rom“. Auf Staatsebene wurde die Namensgebung angenommen und am 11. Oktober 1982 durch ein Staatsdekret des Ministerpräsidenten der Republik Italien bestätigt.

## Geschichte
Der Ursprung des Kollegiums lässt sich auf das durch Papst Nikolaus V. verfasste Apostolische Schreiben Piis fidelum votis vom 21. April 1453 geschichtlich zurückverfolgen. Mit diesem Schreiben übertrug Papst Nikolaus V. den in Rom ansässigen kroatischen
Katholiken das Kirchengebäude der Hl. Marina. Die kroatischen Katholiken erhielten zudem ein an das Augustusmausoleum anliegende Grundstück. Eine Baugenehmigung folgte und somit errichtete die Kirchengemeinde auf dem Grundstück ein Krankenhaus und ein Gästehaus. Die Aufsicht für die errichteten Objekte oblag, durch Erlaubnis Papst Nikolaus V., der aus der Kirchengemeinde hervorgegangenen Brüdergemeinschaft namens „Vereabilis cocietas confallonorum sclavorum Burghi S. Petri“. Das erhaltene Kirchengebäude wurde durch die Kirchengemeinde saniert und später dem Hl. Kirchenvater Hieronymus geweiht.
Die Brüdergemeinschaft änderte ihren Namen im Laufe der Jahrhunderte oft um, seit dem Jahr 1544 nannte sie sich „Kongregation“. Papst  Paul III. bestätigte die Kongregationsregeln und bestimmte, dass der Kongregation ein Kardinal vorzusitzen habe. Unter Papst Pius V. wurde das Kirchengebäude der Kongregation am 8. Februar 1566 zur Kardinalskirche (Titelkirche) erhoben. Der bedeutendste Kongregationsvorsitzende wurde am 20. November 1570 der Nachkomme kroatischer Einwanderer, Kardinal Felice Peretti aus Marken. Unter seiner Leitung wurde die Kirche des Hl. Hieronymus umgestaltet und bewahrte seit der Fertigstellung im Jahre 1589 ihr heutiges Aussehen. Kardinal Peretti wurde der insgesamt dritte Vorsitzende der Kongregation. Dieses Amt übte er bis zu seiner Papstwahl am 24. August 1585 aus und ging als Papst Sixtus V. in die römisch-katholische Kirchengeschichte ein. Seit dem 21. Oktober 2003 gehört Josip Bozanić als Kardinalpriester mit der Titelkirche San Girolamo dei Croati (degli Schiavoni) (Heiliger Hieronymus der Kroaten) dem Kardinalskollegium an.
Durch die päpstliche Bulle Sapientiam Sanctorum wurde ein Priesterkapitel ins Leben gerufen. Erste Überlegungen zur Priesterausbildung des kroatischen Klerus in Rom tätigte Papst Clemens VIII. Die erste Umsetzung dazu erfolgten unter Papst Pius VI. Durch die französische Besetzung Roms unter Napoleon kam die Tätigkeit des Kollegiums ins Stocken. Selbiges geschah zur Zeit der Päpste Pius IX. und Leo XIII. Unter Papst Pius X. zogen erstmals im Jahre 1911 kroatische Priesteramtskandidaten in das Kollegium ein. Aufgrund der Kriegswirren während des Ersten Weltkrieges wurde das Kollegium vorübergehend geschlossen. Ab 1924, unter Papst Pius XI. nahm das Kollegium seine Tätigkeit erneut auf. Bei der Priesterausbildung haben die Kirchenprovinz von Zagreb, Split-Makarska, Vrhbosna, Rijeka, Zadar und Bar ein kirchliches Vorrecht Priesteramtskandidaten in das Kollegium vom Heiligen Hieronymus zu entsenden. Auf italienischer Staatsebene wurde das Kollegium erstmals staatsrechtlich am 27. Januar 1924 anerkannt. Das heutige Hauptgebäude wurde zwischen 1938 und 1939 errichtet.
Die Rektoren des Kollegiums waren Josip Pazman, Evaristo Lucidi, Giovanni Biasiotti, Beniamino Nardone, Jakov Čuka, Juraj Magjerec, Djuro Kokša, Ratko Perić, Anton Benvin. Bis zu dessen Ernennung zum kroatischen Militärbischof Ende 2015 wurde das Kollegium von Jure Bogdan geleitet. Ihm folgte 2016 Bože Radoš, der im August 2019 zum Bischof von Varaždin ernannt wurde.